# Herb gminy Rzeczenica
Herb gminy Rzeczenica – jeden z symboli gminy Rzeczenica, ustanowiony 29 czerwca 2023.

## Historia
Pomysł ustanowienia przez gminę symboli pojawił się w 2021, a inicjatorem był ówczesny wójt gminy, Marcin Szulc. Rozpoczął on współpracę z Tadeuszem Matwijewiczem, heraldykiem z Sieroczyna, autorem herbu i flagi pobliskiej gminy Człuchów. Jeszcze w tym samym roku gmina zatwierdziła jego projekt i wysłała go do zaopiniowania do Komisji Heraldycznej.
Informacje o planach ustanowienia herbu gminy pojawiły się w mediach ogólnopolskich, m.in. w Teleexpressie. Miało to związek z tym, że gmina nie posiadała swojego symbolu, a w Gminnym Centrum Kultury w Rzeczenicy znajduje się jedyna w Polsce stała wystawa herbów, pieczęci i logotypów samorządowych.
Ostatecznie w maju 2023 Komisja Heraldyczna pozytywnie zaopiniowała projekt herbu i flagi gminy. Pozwoliło to na ustanowienie symboli uchwałą Rady Gminy 29 czerwca 2023.

## Wygląd
Herb przedstawia na tarczy w polu niebieskim biały krzyż grecki, a pod nim dwa białe faliste pasy równej szerokości w pas.

## Symbolika
Dwie linie faliste odwołują się do nazwy Rzeczenicy oraz rzek: Brdy i Czernicy. Mają one po siedem wierzchołków, które nawiązują do siedmiu sołectw tworzących gminę. Natomiast krzyż to odwołanie do chrześcijańskich tradycji Polski oraz historii Pomorza i gminy. Sam autor herbu uzasadnił jego symbolikę wierszem.